# Filariasi linfatica
Le filariasi linfatiche o filariosi linfatiche sono malattie parassitarie causate da nematodi della famiglia delle Filariidae (detti "filarie"). Si distinguono dalle altre filariasi per la localizzazione delle forme adulte a livello dei vasi linfatici, dove esercitano la loro azione patogena provocando ipertrofia dei tessuti sottocutanei (elefantiasi).

## Storia
- Lucrezio (99-55 a.C.) notò la deturpante ipertrofia dei tessuti molli degli arti inferiori che affliggeva alcune popolazioni nilotiche e la chiamò "elefantiasi" (in greco antico ελεφαντίασις da ελέφας "elefante"). La statua del faraone egiziano Mentuhotep II (2000 a.C. circa) lo ritrae con gli arti ingrossati, pertanto si può ipotizzare che fosse affetto da elefantiasi.
- Gli autori romani distinguevano un'"elephantiasis graecorum" di natura lebbrosa da un'"elephantiasis arabum" riferita alla filariasi linfatica.
- il primo certo riferimento alla filariasi linfatica risale al XVI secolo. L'esploratore olandese Jan Huygen van Linschoten, in una visita a Goa in India, notava che i discendenti di coloro che "avevano ucciso san Tommaso (che una leggenda afferma essere stato il primo evangelizzatore dell'India e ivi martirizzato) erano tutti nati con un arto inferiore, ingrossato dal ginocchio in giù, simile alla zampa di un elefante"; pertanto la filariosi linfatica era conosciuta come la "maledizione di san Tommaso".
- Nel 1849, William Prout, nel suo trattato "Sulla natura e sull trattamento delle patologie gastriche e renali (On the Nature and Treatment of Stomach and Renal Diseases)" descrisse per primo la chiluria.
- Nel 1863 Jean Nicholas Demarquay descrisse per primo le "microfilarie", trovate nel fluido scrotale di un giovane paziente cubano con idrocele.
- Nel 1866 a Salvador di Bahia (Brasile), Otto Wucherer trovò delle microfilarie nelle urine di un paziente brasiliano con ematuria e chiluria.
- Nel 1871 Timothy Lewis, a Calcutta in India, scoprì la presenza di microfilarie nel sangue periferico di un paziente indiano affetto da elefantiasi.
- Nel 1876, a Brisbane nel Queensland (Australia), sir Joseph Bancroft, medico e chirurgo inglese, in un ascesso e nel fluido raccolto da un idrocele, scoprì le forme adulte di quella che l'elmintologo Thomas Spencer Cobbold in suo onore chiamò "Filaria bancrofti".
- Nel 1877 sir Patrick Manson, ad Amoy in Cina, trovò microfilarie della filaria di Bancroft nel sangue di uomini e cani e ne ipotizzò il ciclo vitale e la trasmissione: scoprì forme larvali di filaria di Bancroft in zanzare del genere Culex, alle quali aveva fatto pungere il suo cameriere cinese affetto dalla filariasi. Manson dimostrò che le zanzare acquisivano le microfilarie con il pasto ematico, ma non si spiegava come poi venissero di nuovo trasmesse all'uomo: pensava che le filarie uscissero dalle zanzare, contaminassero le acque potabili e infettassero l'uomo attraverso l'ingestione (come per la dracunculiasi) o per penetrazione della cute (come per le schistosomiasi). La trasmissione con la puntura della zanzara fu ipotizzata dal parassitologo australiano Thomas Bancroft e dimostrata dall'assistente di Manson, George Carmichael Low, che trovò le microfilarie nella proboscide delle zanzare.
- Nel 1921 fu creato il genere Wuchereria e vi fu inclusa Wuchereria bancrofti.
- Nel 1927 in Indonesia, S.L. Brug, parassitologo olandese, scoprì microfilarie di una nuova specie: "Filaria malayi". Buckley nel 1958 la classificò nel nuovo genere "Brugia", col nome di Brugia malayi.
- Nel 1940 in India, Rao e Maplestone scoprirono le forme adulte di Brugia malayi.
- Nel 1947 Hewitt scoprì l'attività filaricida della dietilcarbamazina.
- Nel 1977 vennero scoperte le forme adulte di quella che era nota come la microfilaria di Timor: la nuova specie fu chiamata Brugia timori.

## Eziologia
Le filariasi linfatiche, nell'uomo, sono causate da 3 specie: Wuchereria bancrofti (filariasi bancroftiane o di Bancroft) e Brugia spp. (Brugia malayi e Brugia timori, filariasi brugiane).

## Morfologia

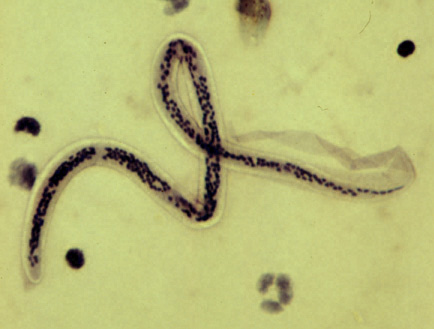
Microfilaria di Wuchereria bancrofti

### Wuchereria bancrofti
Le femmine adulte di W. bancrofti misurano da 80 a 100mm in lunghezza e da 0.24 a 0.30mm in diametro.
I maschi adulti misurano 40mm in lunghezza e 0.1mm in diametro.
Le microfilarie misurano da 244 a 296 µm in lunghezza e da 7.5 a 10 µm in diametro.

### Brugia spp.
Le forme adulte sono simili a quelle di Wuchereria bancrofti, ma sono più piccole.
Le femmine adulte misurano da 43 a 55mm in lunghezza e da 130 a 170 µm in diametro.
I maschi adulti misurano 13 a 23mm in lunghezza e da 70 a 80 µm in diametro.
Le microfilarie misurano da 177 a 230 µm in lunghezza e da 5 a 7 µm in diametro.

## Epidemiologia
Le filariasi linfatiche interessano più di 90 milioni di individui in tutto il mondo, in tutte le zone tropicali e subtropicali.
Wuchereria bancrofti si può trovare ovunque ai Tropici, tra i 42° di latitudine N e 23° di latitudine S, endemica in regioni umide e piovose per la maggior parte dell'anno. La fascia tropicale e subtropicale è stato divisa in 7 zone geografiche a seconda delle zanzare vettore di W.bancrofti che vi prevalgono.
1. Zona Neotropicale (Americhe)
2. Zona Afrotropicale (Africa sub-Sahariana)
3. Zona Mediorientale (Penisola Arabica, regioni nilotiche, Turchia)
4. Zona Orientale (India, Cina, Indocina, Indonesia)
5. Zona Pacifica Occidentale
6. Zona Papuana
7. Zona Pacifica Meridionale

Brugia malayi si trova in Cina, nel Sud dell'India e nel Sud-Est Asiatico; Brugia timori si trova su alcune isole indonesiane (es. Timor).

## Modalità di trasmissione e ciclo vitale

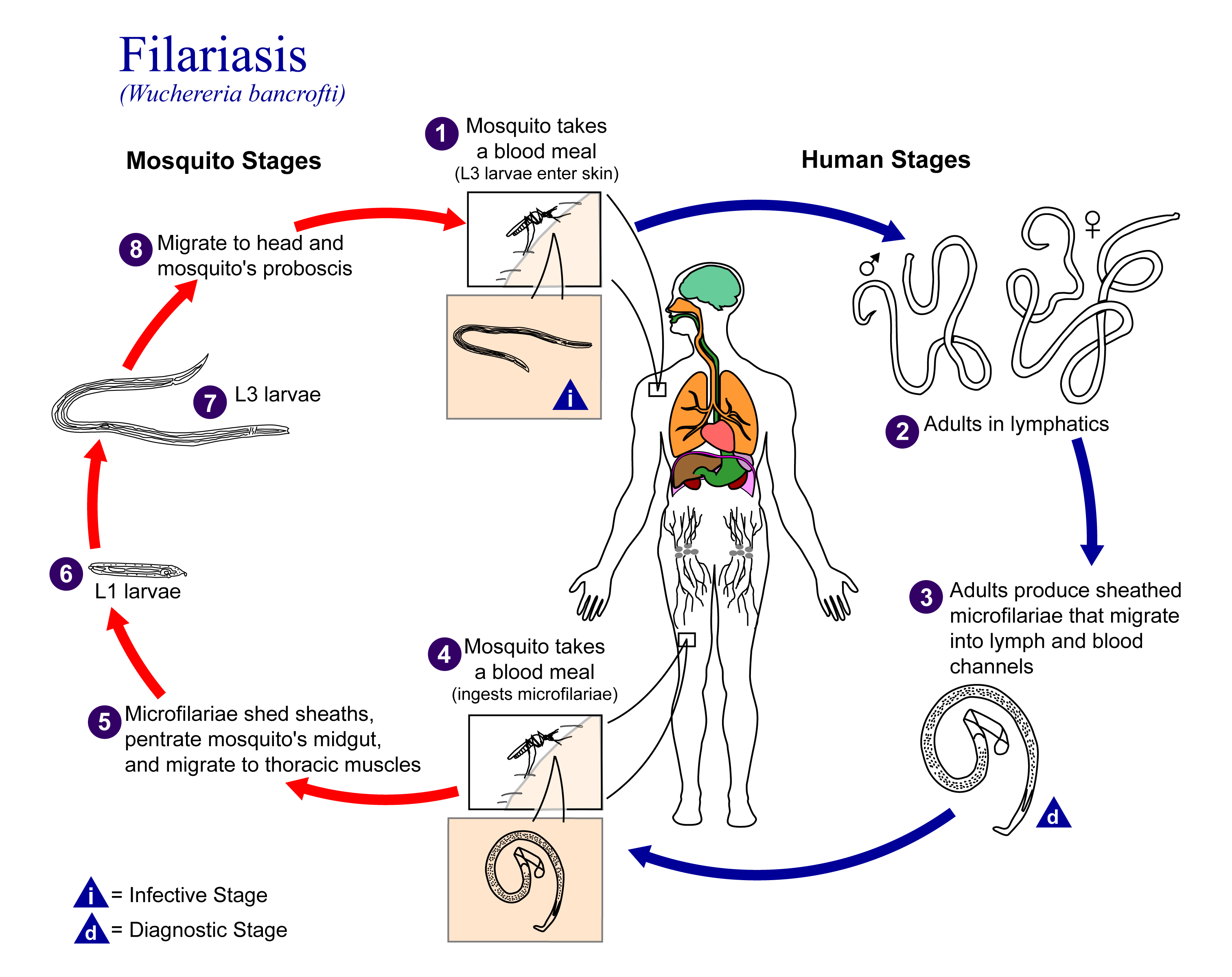
Ciclo vitale di Wuchereria bancrofti

Le filarie hanno una fase di sviluppo nell'ospite definitivo vertebrato (l'uomo) e una fase nel vettore artropode (la zanzara). Brugia malayi può essere trasmessa anche a gatti e scimmie. Attraverso la ferita della puntura, durante il pasto ematico, la zanzara infetta introduce nell'organismo dell'ospite definitivo le larve di filaria al III stadio. Le larve diventano adulte e raggiungono i vasi linfatici. Gli adulti producono microfilarie (dopo 9 mesi W.bancrofti e dopo 3 mesi Brugia spp.) con un ritmo circadiano. Le microfilarie migrano nei vasi sanguigni (solo W.bancrofti) e nei vasi linfatici, per essere ingeriti dalle zanzare durante un nuovo pasto ematico (vivono nel sangue per poco meno di un anno). Dopo essere state ingerite, perdono il loro rivestimento e alcune di esse si fanno strada attraverso la parete del proventricolo e della porzione cardiaca del tubo digerente della zanzara, raggiungendo i muscoli toracici. Qui le microfilarie si sviluppano in larve al I stadio, poi al II stadio, finché raggiungono la condizione di larve al III stadio, potenzialmente infettanti. Le larve migrano verso la proboscide della zanzara pronte a infestare l'ospite definitivo al successivo pasto ematico.

### Periodicità
Nel 1879 sir Patrick Manson scoprì il fenomeno della periodicità della concentrazione delle microfilarie nel sangue periferico dell'organismo ospite, la quale varia con ritmo circadiano ed è maggiore in corrispondenza delle ore nelle quali le zanzare vettore sono solite pungere. Questo adattamento ha consentito l'aumento delle probabilità del completamento del ciclo vitale. La periodicità varia a seconda delle abitudini delle zanzare vettore.
Nella maggior parte delle zone geografiche, la periodicità di W.bancrofti e B.malayi è notturna, con picco a mezzanotte e parassitemia quasi nulla a mezzogiorno. Esistono ceppi di W.bancrofti e di B.malayi che mostrano una "sub-periodicità", sia notturna (entrambi), sia diurna (solo W.bancrofti): le microfilarie sono sempre presenti in circolo, ma a concentrazioni più alte nel momento di "sub-periodicità". La periodicità è sostanzialmente influenzata dai ritmi circadiani dell'ospite, perché scompare nei lavoratori notturni che dormono di giorno. Nel 1912, Manson-Bahr, alle isole Figi, scoprì ceppi "sub-periodici" diurni di W.bancrofti, tipici delle isole dell'Oceano Pacifico.

### Vettore
- Il vettore principale di W.bancrofti è Culex quinquefasciatus, ma diverse altre specie di zanzare possono fungere da vettore. Tra queste ci sono altre specie del genere Culex (C.annulirostris, C.bitaeniorhynchus, e C.pipiens), del genere Anopheles (A.arabinensis, A.bancroftii, A.farauti, A.funestus, A.gambiae, A.koliensis, A.melas, A.merus, A.punctulatus e A.wellcomei), del genere Aedes (A.aegypti, A.aquasalis, A.bellator, A.cooki, A.darlingi, A.kochi, A.polynesiensis, A.pseudoscutellaris, A.rotumae, A.scapularis, e A.vigilax), del genere Mansonia (M.pseudotitillans, M.uniformis), del genere Coquillettidia (C.juxtamansonia).
- B.malayi nelle zone rurali ha periodicità notturna ed è trasmessa da zanzare del genere Anopheles; nelle zone silvestri paludose ha una "sub-periodicità" notturna ed è trasmessa da Mansonia uniformis, più comunemente a scimmie e a gatti, ma sporadicamente anche all'uomo.
- B.timori ha periodicità notturna ed è trasmessa da zanzare del genere Anopheles.

Le microfilarie sono patogene anche per il vettore: la loro presenza ne accorcia la vita media e la vitalità.

## Patogenesi
Per la patogenesi è molto importante la continua re-infestazione per mezzo delle punture di zanzara ripetute nel tempo, che mantengono la parassitosi. Il danno ai vasi linfatici sembra mediato sia dalla risposta infiammatoria dell'ospite contro il verme adulto che ivi risiede, sia dall'azione locale meccanica diretta del parassita o delle sostanze da esso prodotte. La risposta infiammatoria porterebbe alla formazione di tessuto granulomatoso attorno al verme adulto, con ostruzione del flusso linfatico. Il parassita stesso, liberando sostanze da esso prodotte, indurrebbe la proliferazione dell'endotelio dei vasi linfatici e la loro dilatazione, con formazione di circoli collaterali; tuttavia è preponderante il ruolo patogenetico delle sovrinfezioni batteriche ricorrenti. Dal punto di vista anatomo-patologico si distinguono successivi gradi di danno al sistema linfatico
- Grado I: linfedema semplice del tessuto sottocutaneo.
- Grado II: notevole edema del tessuto sottocutaneo.
- Grado III: ipertrofia del tessuto adiposo sottocutaneo, con ispessimento cutaneo (pachidermia) e perdita di elasticità.
- Grado IV: infiltrato linfatico sottocutaneo mixomatoso con fibrosi sottocutanea.
- Grado V: grave fibrosi del derma con ipercheratosi e deformazione grossolana delle strutture colpite.

## Clinica
Solitamente l'infezione viene acquisita durante l'infanzia e le manifestazioni cliniche possono evidenziarsi solo dopo anni, in modo acuto, o più spesso lentamente, in maniera subdola, anche a seguito di continue nuove infestazioni.

### Fase precoce
È caratterizzata dalla comparsa di segni e sintomi aspecifici (malessere, prostrazione, febbre con brividi e sudorazione, cefalea) e di altri più specifici. Nella prima fase le manifestazioni cliniche sono reversibili, ma possono ricorrere anche più volte all'anno. Manifestazioni di tipo allergico possono comparire un mese dopo l'infestazione.
- Linfoadeniti con ingrandimento e dolenzia dei linfonodi epitrocleari, inguinali, femorali e poplitei.
- Strie linfangitiche ad andamento centrifugo, dalle linfoadenomegalie alle estremità.
- Linfedema, per ostacolo al deflusso del fluido nei vasi linfatici, con rigonfiamento della parte affetta e comparsa di varicosità dei vasi linfatici.
- Sovrinfezioni possono complicare il linfedema, con suppurazione dei linfonodi e formazione di ascessi sottocutanei.
- Flogosi dell'apparato genitale maschile: funiculite, epididimite, orchite. Non è noto se si verifichino lesioni simili a livello dei genitali femminili, soprattutto per la difficoltà di determinare l'eziologia specifica di un'infiammazione genitale femminile in ambiente tropicale.
- Chiluria, per passaggio del chilo nelle urine, che appaiono bianche, torbide e lattiginose. Il chilo è linfa ad alto contenuto di grassi emulsionati, proveniente dai vasi linfatici intestinali. La chiluria è conseguente alla rottura, per ostruzione del circolo linfatico retroperitoneale, dei vasi linfatici varicosi nelle vie urinarie, solitamente nel bacinetto renale o nella vescica urinaria. Possono aversi ritenzione urinaria e coliche renali per la formazione di coaguli di chilo o di sangue nell'urina, che appare bianca al mattino e rossa (ematuria) durante la giornata. La massiva e prolungata perdita di chilo con le urine può dare una significativa deplezione di proteine e grassi con conseguente ipotrofia del tessuto adiposo, calo ponderale, ipoprotidemia e anemia. Altre complicazioni sono il chilocele (raccolta di chilo nello scroto), la chilorrea dermica dallo scroto (per trasudazione del chilo dalla pelle) e l'ascite chilosa (per accumulo di chilo nella cavità peritoneale).
- Artrite monoarticolare, molto comune nelle zone endemiche, colpisce soprattutto il ginocchio. Clinicamente è indistinguibile dalle altre artriti: articolazione calda, dolente e tumefatta. Il trattamento della parassitosi porta a risoluzione l'artrite. Possono aversi fistole linfatiche nello spazio sinoviale.
- Eosinofilia polmonare tropicale (TPE-tropical pulmonary eosinophilia), conseguente a un'esagerata reazione immunitaria, è caratterizzata da accessi parossistici di tosse asmatiforme, soprattutto notturni, e febbricola. Si formano addensamenti polmonari fugaci. L'eosinofilia nel sangue periferico può raggiungere valori molto importanti, dai 3,000/mm3 fino ai 60,000/mm3. Possono aversi anche epato- e splenomegalia. La TPE si risolve rapidamente con il trattamento della parassitosi.

### Fase tardiva
- Idrocele, conseguente ai ricorrenti attacchi di funiculite o di epididimo-orchite. La tonaca vaginale propria del testicolo si ispessisce e si accumula liquido nello scroto. La filariasi linfatica è la prima causa di idrocele ai Tropici.
- Elefantiasi, per iperplasia della cute e del tessuto sottocutaneo conseguente all'imbibizione e al ristagno linfatico (linfedema).
  - stadio 1. Ai primi attacchi si hanno linfadeniti ed edema soffice dei tessuti molli; il quadro clinico è ancora reversibile.
  - stadio 2. Dopo vari attacchi, negli anni, l'edema diventa duro, la cute perde elasticità, si ispessisce e diventa rugosa (pachidermia). Il linfedema cronico favorisce le sovrinfezioni batteriche.
  - stadio 3. Elefantiasi conclamata: con notevole iperplasia dei tessuti molli, comparsa di lesioni papillomatose e discromie. La cute si retrae in incisure e appendici fibrose, che si possono ulcerare e infettare.

L'elefantiasi colpisce gli arti, solitamente quelli inferiori, e i genitali. L'elefantiasi del pene in genere è associata a quella scrotale e può dare quadri mostruosi e invalidanti, con stenosi del meato urinario esterno e conseguenti fistole e stravasi urinari. La cute del pene si può retrarre facendo scomparire il pene nello scroto.  Si può avere il cosiddetto “inguine penzolante” ("hanging groin") per la formazione di grandi e pesanti formazioni linfonodali (adenolinfocele) che deformano l'inguine. Nella donna può colpire le mammelle e la vulva, ma è solitamente meno invalidante.

### Differenze tra filariasi "bancroftiana" e filariasi "brugiane"
Le filariasi da Brugia spp. ("brugiane") a differenza di quelle da W.bancrofti ("bancroftiane") coinvolgono più raramente i genitali e non provocano chiluria. L'elefantiasi "brugiana" è meno invalidante ed è solitamente confinata sotto al ginocchio.

## Diagnosi

### Esami bioumorali
Nelle infestazioni attive l'ipereosinofilia è sempre importante e si può avere anche un aumento significativo delle immunoglobuline E (IgE).

### Esami microbiologici
La diagnosi microbiologica si basa sulla dimostrazione della presenza delle microfilarie nel sangue periferico, nelle urine, nel fluido dell'idrocele o in un pezzo bioptico. Per il prelievo bisogna considerare la periodicità delle microfilarie che può variare a seconda dei ceppi di W.bancrofti, B.malayi, e B.timori: se la periodicità è notturna il migliore momento per il prelievo è tra le ore 22:00 e le ore 4:00. La microfilariemia nei ceppi sub-periodici è maggiore nel pomeriggio, ma le microfilarie si trovano sempre. La microfilaremia può essere stimolata (test di provocazione) con la somministrazione di una dose di DEC di 1–2 mg/kg. Il sangue capillare prelevato con la puntura di un polpastrello si esamina direttamente su vetrino, dopo colorazione. È possibile incontrare vermi adulti o forme larvali in linfonodi o in altri pezzi bioptici.

### Esami sierologici
- Esistono kit in commercio per la ricerca di antigeni di filaria nel sangue venoso periferico. La positività, anche in assenza di microfilaremia dimostrata, è diagnostica per l'infestazione. Il test viene impiegato per il monitoraggio della risposta terapeutica
- I test di ricerca di anticorpi anti-filaria (IFA, ELISA) impiegano antigeni ricombinanti.
- Possono essere anche ricercate IgE e IgG4 specifiche.

### Diagnostica per immagini
- Radiologia tradizionale

La diagnosi di elefantiasi è clinica e non necessita di conferma radiografica. Alla radiografia le ossa lunghe possono mostrare un ispessimento ondulato della corticale per formazione periostale di nuovo tessuto osseo, in risposta al linfedema e all'ostruzione del circolo venoso. Tuttavia non va esclusa la possibilità di complicazioni osteomielitiche, soprattutto negli stadi avanzati di elefantiasi. La sedentarietà alla quale sono spesso costretti gli individui affetti da elefantiasi può provocare osteoporosi focale agli arti inferiori (osteodistrofia di Sudeck).
- Linfangiografia

La linfangiografia tradizionale impiega mezzi di contrasto oleosi che vengono iniettati dai piedi, in vasi collettori individuati e preparati precedentemente da un chirurgo. Il mezzo di contrasto mette in evidenza all'esame radiografico il decorso dei vasi linfatici, che quando sono patologici, sono dilatati, tortuosi e, quando sono interrotti, hanno circoli collaterali.
La linfoscintigrafia impiega radiofarmaci che vengono iniettati per via sottocutanea, nel territorio che è drenato dai vasi linfatici che si vuole studiare: il radioisotopo impiegato è il 99mTc-solfuro. L'esame è più facile da eseguire, meno invasivo, meno pericoloso e fornisce un'immagine anatomo-funzionale più accurata, ma costa molto di più della linfangiografia tradizionale. Spesso il risultato non è correlato alla presentazione clinica della malattia: il linfoscintigramma spesso mostra reperti più anomali in distretti corporei apparentemente meno "malati". Un ampio gruppo di pazienti con microfilariemia, ma asintomatici mostrano un importante aumento del flusso linfatico inguinale, dagli arti inferiori.
- Ecografia

Gli studi ecografici sono stati condotti principalmente sulla filariasi bancroftiana: gli studi sulle forme brugiane sono scarsi e molto poco è noto.
L'ecografia può evidenziare le filarie adulte nei principali vasi linfatici superficiali inguinali, dell'area scrotale nei maschi e dell'area mammaria e nei linfonodi ascellari nelle femmine, consentendo la diagnosi precoce di infestazione e di malattia, soprattutto nei casi pediatrici.
L'esame ecografico consente una diagnosi agevole di idrocele, il cui quadro ecografico è comune a tutte le eziologie: si ha una raccolta liquida nella cavità vaginale del testicolo, mono- o bilaterale, che appare del tutto anecogena, ma che può avere echi di bassa intensità, nel caso in cui il versamento abbia un contenuto corpuscolato; contemporaneamente si ha lo spostamento posteriore del testicolo. L'ecografia può dimostrare la tortuosità dei vasi linfatici scrotali, con dilatazioni fino a 15mm di calibro. Si può anche dimostrare la presenza al loro interno delle forme adulte di filaria, come immagini iperecogene lineari con i loro caratteristici movimenti "danzanti" ("twirling"); la presenza delle macrofilarie nei linfatici esaminati si può confermare chirurgicamente. L'esame ecografico permette la diagnosi e la stadiazione della filariasi e può fare da guida a un'eventuale rimozione chirurgica dei vermi adulti. Individui asintomatici possono albergare microfilarie in circolo nonostante l'assenza di segni clinici. L'esame ecografico può già in questo stadio evidenziare i movimenti delle filarie adulte in vasi linfatici dilatati.
L'ecografia è impiegabile anche nello studio della mammella adulta. La filariasi mammaria si può presentare con noduli solitari; è possibile una diagnosi con prelievo citologico dalla lesione tramite puntura ecoguidata e aspirazione: il reperto di linfoadenite da microfilarie può evitare un intervento chirurgico più impegnativo.

## Prognosi
Le filariasi sono raramente fatali, ma possono provocare un'importante invalidità a chi ne è affetto, con gravi ripercussioni di tipo sociale ed economico.
Dopo la lebbra, nel mondo, sono la seconda causa di invalidità permanente o a lungo-termine.
I casi fatali sono da ricondurre a eventuali complicanze settiche sistemiche.

## Terapia

### Medica
Il farmaco antiparassitario più comunemente impiegato è il citrato di Di-etil-Carbamazina (DEC): è un agente che uccide le microfilarie (microfilaricida) di W.bancrofti, B.malayi e B.timori, con qualche azione anche sulle forme adulte. Non se ne conosce il preciso meccanismo d'azione: agisce paralizzando le microfilarie, favorendone l'eliminazione da parte del sistema immunitario dell'ospite. Il trattamento prevede diversi schemi, ma la dose comunemente somministrata è sempre di 6 mg/kg/die, per os.
- Somministrazione semestrale o annuale (1 volta ogni 6 mesi - 1 anno).
- Trattamento per 12 giorni nella filariosi di Bancroft e per 6 giorni in quella brugiana.
- Trattamento per 2-4 settimane (in caso di TPE).

Per i primi 3 giorni del trattamento si consiglia l'impiego di dosi più basse (2–3 mg/kg/die) per minimizzare il rischio di effetti collaterali: la distruzione massiva delle microfilarie può provocare manifestazioni allergiche, già qualche ora dopo l'inizio del trattamento (più spesso nelle filariasi brugiane).
Le reazioni avverse di tipo sistemico consistono in febbre, cefalea, capogiri, dolori muscolari e articolari, anoressia, malessere e nausea: l'importanza del quadro clinico è direttamente proporzionale alla carica parassitaria.
Le reazioni avverse di tipo locale, più tardive rispetto a quelle sistemiche, consistono in un temporaneo peggioramento del linfedema, in linfoadeniti, in funicolo-epididimiti e in peggioramento dell'idrocele.
La terapia con DEC può avere effetti curativi anche su altre elmintiasi misconosciute ed eventualmente compresenti (es. ascaridosi) che si manifestano con l'eliminazione di vermi adulti. La somministrazione di DEC deve essere fatta con molta cautela nelle zone endemiche per oncocercosi e loiasi, per il rischio di gravi reazioni avverse (reazione di Mazzotti: comparsa di prurito, linfoadenite, esantema, febbre, ipotensione, shock).
È stato proposto con successo l'impiego dell'ivermectina (IVM), da sola o in associazione con la DEC. L'ivermectina è un potente microfilaricida, (ma non macrofilaricida) di W.bancrofti. Il farmaco agisce come agonista sui recettori GABAergici, potenziando i segnali inibitori ai motoneuroni dei parassiti, paralizzandoli. L'ivermectina non passa la barriera emato-encefalica, pertanto non è paralizzante per l'uomo.
Il trattamento prevede la somministrazione per os di 150-200 µg/kg in singola dose, ripetibile dopo 2-3 mesi, oppure 400 µg/kg una volta all'anno. È possibile anche l'associazione con DEC: DEC 6 mg/kg + IVM 400 µg/kg una volta all'anno.
L'impiego di ivermectina non è consigliato nei bimbi di età inferiore ai 5 anni o di peso corporeo inferiore ai 15 kg.
Viene impiegato anche l'albendazolo, alla dose di 400 mg/die per 3 settimane, ma con risultati meno soddisfacenti.
Il linfedema cronico si controlla con il riposo a letto con gli arti affetti sollevati e con bendaggio compressivo. La terapia antiifiammatoria steroidea riduce l'edema e la flogosi dei tessuti linfedematosi.
Recentemente è stato scoperto che anche Wuchereria bancrofti e Brugia malayi, come Onchocerca volvulus, albergano, come simbionti, batteri del genere Wolbachia, che, se eliminati, rendono il nematode sterile o ne determinano la morte.

### Chirurgica
Gli idroceli importanti e l'elefantiasi scrotale possono essere trattati con escissione chirurgica.
La chirurgia plastica può correggere l'elefantiasi degli arti ma spesso con scarso successo e con necessità di numerose sedute di innesti cutanei.